# Феджа Дудич
Феджа Дудич (босн. Feđa Dudić; нар. 1 лютого 1983, Сараєво, СФР Югославія) — боснійський футболіст та тренер, виступав на позиції нападника. Головний тренер клубу сербської Суперліги «Раднички 1923».
Народився в Сараєво, грав за столичні «Сараєво» та «Желєзнічар», а також за інші клуби з Боснії і Герцеговини, Хорватії та Сербії. 2002 року у складі «Загреба» виграв Першу лігу Хорватії, а в 2005 році в складі «Сараєва» — Кубок Боснії і Герцеговини. У сезоні 2009/10 років як гравець «Травника» став найкращим бомбардиром Прем'єр-ліги Боснії і Герцеговини.
Розпочав тренерстку кар'єру 2017 року в клубі ГОШК, який очолював до 2018 року. Став головним тренером «Вележ» (Мостар) у 2019 році, з яким досяг успіху, вивів клуб до Ліги конференцій 2021/22, першого європейського турніру після 33 років. 2022 року виграв з «Вележем» Кубок Боснії. Після успіху з «Вележом» Дудіч покинув клуб, щоб у червні стати головним тренером «Сараєво», де працював до жовтня 2022 року. 2023 року призначений головним тренером сербського клубу «Раднички 1923».

## Кар'єра гравця
Народився в Сараєво, СР Боснія і Герцеговина, СФР Югославія, розпочав свою кар'єру в молодіжних командах Сараєва, але ще в юному віці переїхав до Хорватії, де став частиною чемпіонської команди «Загреба» в сезоні 2001/02 років.
Нетривалий період часу виступав в іншій команді Першої ліги Хорватії, ТШК (Тополоваць), перш ніж повернутися до Боснії, де він грав за декілька клубів протягом наступних сезонів, а саме «Слобода» (Тузла), «Бротньо», «Сараєво», з якими він виграв Кубок Боснії і Герцеговини 2004/05, «Травник» і «Желєзнічар». У сезоні 2005/06 років також грав за «Карловац» у другій лізі Хорватії.
Влітку 2010 року із 16-ма голами став найкращим бомбардиром Прем'єр-ліги Боснії і Герцеговини 2009/10, завдяки чому відправився на перегляд у «Хайдук» (Спліт), однак у підсумку підписав контракт з іншою командою Першої ліги Хорватії, «Вараждином». Став частиною команди, яка вийшла у фінал Кубку Хорватії 2010/11.
Влітку 2011 року повернувся до Боснії і Герцеговини, підписав контракт із нещодавно підвищеною командою ГОШК, але під час наступної зимової перерви новачок сербської Суперліги «Нові Пазар» вирішив підсилити свою команду гравцями з боснійської Прем’єр-ліги, запросили разом з ним і Адміром Ращичом.
Після «Нового Пазару» грав за «Славію» (Сараєво), «Травник» і «Звєзду» (Градачац), перш ніж завершити кар’єру в 2016 році у віці 33 років.

## Кар'єра тренера

### Ранні роки
Після завершення кар'єри 2016 року став помічником головного тренера «Травника», де пропрацював до червня 2017 року.

### ГОШК
27 листопада 2017 року призначений новим тренером клубу, в якому він грав раніше, ГОШК, після того, як головний тренер Славен Муса пішов у відставку. Разом з ГОШКом посів 7-ме місце в боснійській Прем’єр-лізі 2017/18.
Сезон 2018/19 років ГОШК розпочав під керівництвом Дудіча добре, але після низки невдалих результатів, кульмінацією яких стала нічия (0:0) проти «Челіка» (Зениця), 26 вересня 2018 року, після майже року роботи,  пішов у відставку з посади головного тренера ГОШКа.

### «Вележ» (Мостар)

#### Сезон 2019/20 років
5 серпня 2019 року став новим головним тренером «Вележа» (Мостар). У своєму першому матчі на посаді головного тренера «Вележа» 10 серпня 2019 року зіграв унічию (0:0) проти «Слобода» (Тузла) на виїзді, здобув своє перше очко в сезоні чемпіонату 2019/20. Його перша перемога з «Вележом» відбулася 17 серпня 2019 року, в домашньому матчі чемпіонату проти «Широкі Брієга» (1:0). Першою поразкою Дудича на посаді головного тренера «Вележа» стала 24 серпня 2019 року поразка (1:2) у виїзному матчі чемпіонату проти «Сараєва».
У своєму першому в історії мостарському дербі «Вележ» Дудича переміг запеклого суперника-земляка «Зрінські» (Мостар) 19 жовтня 2019 року вдома в матчі чемпіонату, що стало першою перемогою «Вележа» в мостарському дербі за понад 5 років. Його також хвалили вболівальники «Вележа» за виїзну перемогу 7 грудня 2019 року проти «Железнічара» (2:0). Наступне досягнення Феджі припало на 8 березня 2020 року, коли «Вележ» в іншому матчі чемпіонату вдома переміг «Борац» (Баня-Лука) (2:1).

#### Сезон 2020/21 років
1 серпня 2020 року, у першій грі сезону 2020/21 років, «Вележ» програв «Железнічару» (0:3), але в наступній грі, 8 серпня, команда Дудича зуміла вдруге поспіль обіграти міського суперника «Зрінські».
31 жовтня 2020 року в мостарському дербі «Вележ» зазнав поразки від «Зрінськи», провину за що взяв на себе Феджа Дудич.
28 грудня 2020 року продовжив контракт з клубом до червня 2023 року.
У сезоні 2020/21 років зумів встановити новий рекорд із «Вележом», після нічиєї в мостарському дербі проти «Зріньськи» 8 травня 2021 року не програв 16 матчів поспіль у чемпіонаті. «Вележ» завершив сезон на третій позиції й кваліфікувався до Ліги конференцій Європи УЄФА 2021/22, їхнього першого єврокубкового турніру після 33-річної перерви. 25 травня 2021 року визнаний найкращим тренером сезону Прем'єр-ліги Боснії і Герцеговини.

#### Сезон 2021/22 років
Сезон 2021/22 років «Вележ» відкрив кваліфікаційним етапом Ліги конференцій, спочатку усунув напівпрофесійний північноірландський клуб «Колерейн». У другому кваліфікаційному раунді його команда несподівано обіграла грецького гранда АЕК (Афіни). Однак у третьому раунді кваліфікації «Вележ» програв шведському «Ельфсборгу», поставивши крапку у своїй європейській «казці».
«Вележ» добре розпочав сезон у національному чемпіонаті, 19 липня 2021 року переміг «Посуш’є», яке нещодавно підвищилося в класі. Після перемоги над «Посуш’є» команда Дудича розпочала коротку безпрограшну серію з трьох поєдинків, але 22 серпня 2021 року завершила її перемогою над «Широкі Брієгом». Два місяці потому, після нової серії невдалих матчів, 31 жовтня пішов у відставку з посади головного тренера «Вележа» після невтішної поразки в чемпіонаті від «Радника» (Бієліна). Однак наступного дня керівництво клубу відхилило його прохання, й Феджа залишився на посаді головного тренера.
19 травня 2022 року Дудіч на чолі «Вележа» виграв перший в історії клубу Кубок Боснії і Герцеговини після, у фіналі в серії післяматчевих пенальті (основний час завершився нічиєї 0:0) «Вележ» переміг «Сараєво».

### «Сараєво»
2 червня 2022 року підписав 2-річний контракт із «Сараєво» з опцією залишитися в клубі щонайменше до 2025 року. 24 липня 2022 року в своїй першій грі на новій посаді «Сараєво» перемогло «Борац» (Баня-Лука).
Після перемог у ще двох матчах чемпіонату проти «Слоги» (Добой) і «Посуш’є», 10 серпня 2022 року команда на чолі з Дудичем програла «Тузла Сіті» (1:5). Це була найбільша в історії поразка «Сараєва» в боснійській Прем'єр-лізі. 26 серпня «Сараєво» зіграло внічию проти «Желєзнічара» в першому сараївському дербі для Феджи на посаді тренера.
19 жовтня 2022 року після низки поганих результатів, кульмінацією яких стало вибуття з «Челіка» в першому раунді Кубка, пішов у відставку з посади головного тренера лише через чотири місяці після того, як обійняв вище вказану посаду.

### «Раднички 1923»
24 вересня 2023 року підписав контракт із клубом сербської Суперліги «Раднички 1923». На день його призначення команда була на останньому місці після семи ігор чемпіонату. 1 жовтня 2023 року дебютував на тренерському містку нового клубу, який на виїзді переміг «Железнічар» (Панчево) (2:0). Привів команду до півфіналу Кубку Сербії, де вони наприкінці матчу поступилися «Воєводині». Наприкінці сезону «Раднички» зміг фінішувати на п’ятому місці в чемпіонаті та кваліфікувався до другого кваліфікаційного раунду Ліги Конференцій УЄФА 2024/25.

## Статистика тренера
Станом на 1 вересня 2024
| Команда          | З                 | По              | Досягнення | Досягнення | Досягнення | Досягнення | Досягнення | Досягнення | Досягнення | Досягнення |
| Команда          | З                 | По              | Іг         | В          | Н          | П          | ЗМ         | ПМ         | РМ         | % перемог  |
| ---------------- | ----------------- | --------------- | ---------- | ---------- | ---------- | ---------- | ---------- | ---------- | ---------- | ---------- |
| ГОШК             | 27 листопада 2017 | 26 вересня 2018 | 28         | 11         | 9          | 8          | 31         | 32         | −1         | 39,29      |
| «Вележ» (Мостар) | 5 серпня 2019     | 1 червня 2022   | 99         | 50         | 26         | 23         | 146        | 95         | +51        | 50,51      |
| «Сараєво»        | 2 червня 2022     | 19 жовтня 2022  | 15         | 5          | 4          | 6          | 22         | 25         | −3         | 33,33      |
| «Раднички 1923»  | 24 вересня 2023   | Теп. час        | 40         | 23         | 4          | 13         | 82         | 62         | +20        | 57,50      |
| Загалом          | Загалом           | Загалом         | 182        | 89         | 43         | 50         | 281        | 214        | —          | 48,90      |

## Досягнення

### Як гравця
«Загреб»
- Перша ліга Хорватії
  -  Чемпіон (1): 2001/02

«Сараєво»
- Кубок Боснії і Герцеговини
  -  Володар (1): 2004/05

«Травник»
- Перша ліга Федерації Боснії і Герцеговини
  -  Чемпіон (1): 2006/07

Індивідуальні
- Найкращий бомбардир Прем'єр-ліги Боснії і Герцеговини: 2009/10

### Як тренера
«Вележ» (Мостар)
- Кубок Боснії і Герцеговини
  -  Володар (1): 2021/22

Індивідуальні
- Найкращий тренер Прем'єр-ліги Боснії і Герцеговини: 2020/21